# Oszkár Gerde
Oszkár Gerde (n. 8 iulie 1883, Budapesta, Austro-Ungaria – d. 8 octombrie 1944, Budapesta, Regatul Ungariei) a fost un scrimer maghiar, medaliat olimpic. A participat la 2 ediții ale Jocurilor Olimpice (1908, 1912) în care a câștigat o medalie de aur.